# Бурковцы (Погребищенский район)
Бурковцы (укр. Бурківці) — село на Украине, находится в Погребищенском районе Винницкой области.
Код КОАТУУ — 0523483302. Население по переписи 2001 года составляет 116 человек. Почтовый индекс — 22223. Телефонный код — 4346.
Занимает площадь 0,104 км².

## Адрес местного совета
22223, Винницкая область, Погребищенский р-н, с. Новофастов, ул. Садовая, 8